# Brachonchulus brachyuroides
Brachonchulus brachyuroides är en rundmaskart. Brachonchulus brachyuroides ingår i släktet Brachonchulus och familjen Mononchidae. Inga underarter finns listade i Catalogue of Life.